# Natalia Sudlianková
Natalia Sudlianková-Ševková (Natallia Sudliankova; rusky: Наталья Судленкова-Шевко; * 9. června 1964, Bělorusko) je běloruská novinářka a podnikatelka, spolupracovnice ruské zpravodajské služby GRU v Česku.
V polovině 90. let založila v Bělorusku společnost Fiko (Фико). Poté, co bylo zahájeno vyšetřování jejích obchodních aktivit, uprchla do České republiky.) V prosinci roku 1999 jí byl udělen azyl v České republice z politických důvodů. 
Píše rusky a v češtině. Od srpna 2002 působila v rádiu Svobodná Evropa, přispívala do časopisu Týden a do Lidových novin. Byla také pražskou dopisovatelkou ruského deníku „Izvestija”, šéfredaktorkou české verze časopisu „Rusko v globální politice” (anglicky Russia in Global Affairs, rusky Россия в глобальной политике) a ruskojazyčných novin Pražský Telegraf. Angažovala se i v politice.

## Spolupráce s GRU
Dne 2. dubna 2025 vláda ČR zařadila Sudliankovou na vnitrostátní sankční seznam. Ministr zahraničních věcí Jan Lipavský označil Sudliankovou jako klíčovou spolupracovnicí ruské vojenské zpravodajské služby GRU, která řadu let v ČR skrytě a vědomě pracovala ve prospěch několika ruských organizací. Její činnost byla honorovaná v kryptoměnách a byla financována přímo z Ruska. Podle vyjádření ministra vnitra ČR Víta Rakušana měla Natalia Sudlianková do 30 dnů opustit Českou republiku, což podle cizinecké policie 1. května 2025 učinila.
Sudliankovou řídil a financoval člen GRU Aleksej Šavrov, který v Česku pobýval. Česká vláda ho zařadila na sankční seznam, zmrazila mu majetek a zakázala mu vstup. Podle dokumentů BIS Sudlianková rozdala za šíření ruské propagandy úplatky v hodnotě několika tisíc eur.